# Rotaie insanguinate
Rotaie insanguinate (Santa Fe) è un film del 1951 diretto da Irving Pichel.
È un western statunitense con Randolph Scott, Janis Carter, Jerome Courtland e Peter M. Thompson. È basato sul romanzo del 1945 Santa Fe, The Railroad That Built an Empire di James Vance Marshall.

## Produzione
Il film, diretto da Irving Pichel su una sceneggiatura di Kenneth Gamet e un soggetto di James Vance Marshall e Louis Stevens, fu prodotto da Harry Joe Brown per la Columbia Pictures e girato nel Columbia/Warner Bros. Ranch a Burbank e nell'Iverson Ranch a Chatsworth, Los Angeles, California, da metà giugno a fine luglio 1950.

## Distribuzione
Il film fu distribuito con il titolo Santa Fe negli Stati Uniti nell'aprile 1951 al cinema dalla Columbia Pictures.
Altre distribuzioni:
- in Svezia il 3 dicembre 1951 (Santa Fe)
- in Danimarca il 7 gennaio 1952 (Præriens ildhest)
- in Finlandia il 15 febbraio 1952 (Santa Fen urhot)
- nelle Filippine il 27 maggio 1952
- in Portogallo il 19 settembre 1952 (Conquista de Santa Fé)
- in Germania Ovest il 2 settembre 1955 (Unsichtbare Gegner)
- in Austria nel novembre del 1955 (Unsichtbare Gegner)
- in Iran il 2 novembre 1958 (Mardan-e Santa Fe)
- in Brasile (Santa Fé)
- in Francia (La bagarre de Santa Fe)
- in Francia (Santa Fe)
- in Grecia (Matomenos dromos)
- in Italia (Rotaie insanguinate)
- nel Regno Unito nel 1951 dalla Columbia Pictures Corporation
- in Canada nel 1951 dalla Columbia Pictures Corporation
- in Belgio nel 1951 dalla Columbia Films
- in Norvegia nel 1951 dalla Kamera Film Aktieselskap
- in Australia nel 1951 dalla Columbia Pictures Proprietary
- in Nuova Zelanda nel 1951 dalla Columbia Pictures Proprietary
- nelle Antille Olandesi nel 1951 dalla Columbia Films of Netherlands Indies
- a Porto Rico nel 1951 dalla Medal Fim Exchange
- in Venezuela nel 1951 dalla Christiaan van der Ree
- nelle Filippine nel 1951 dalla Columbia Pictures of Philippines
- in Messico nel 1951 dalla Columbia Films S. A.
- a Cuba nel 1951 dalla Columbia Pictures de Cuba
- negli Stati Uniti nel 1959 dalla Columbia Pictures
- negli Stati Uniti in VHS nel 2000 dalla Columbia Pictures Home Video
- negli Stati Uniti in DVD nel 2005 dalla Comet Video

## Promozione
Le tagline sono:
- BEYOND FORBIDDEN FRONTIERS...Iron men forge a path of steel for "The Iron Horse!"
- RAW! ROUGH! RUGGED! REAL!
- Adventure rides the rails from Topeka to the sea- as fearless men and women unlock the treasures of the great Southwest!
- HOT LEAD AND IRON MUSCLES FORGE THE WESTWARD COURSE OF EMPIRE!
- MEN OF IRON...WOMEN OF FIRE...AND A RIBBON OF STEEL TO THE SEA!